# Ucrânia nos Jogos Olímpicos de Verão da Juventude de 2010
A Ucrânia participou dos Jogos Olímpicos de Verão da Juventude de 2010 na Cidade de Singapura, Singapura. Com uma delegação formada por 55 atletas de 18 esportes, o país obteve 9 ouros, 9 pratas e 15 bronzes, e a 4ª colocação no quadro de medalhas.

## Medalhistas
| Medalhas da Ucrânia nos Jogos Olímpicos de Verão da Juventude de 2010 | Medalhas da Ucrânia nos Jogos Olímpicos de Verão da Juventude de 2010 | Medalhas da Ucrânia nos Jogos Olímpicos de Verão da Juventude de 2010 | Medalhas da Ucrânia nos Jogos Olímpicos de Verão da Juventude de 2010 | Medalhas da Ucrânia nos Jogos Olímpicos de Verão da Juventude de 2010 |
| Medalha                                                               | Nome                                                                  | Esporte                                                               | Evento                                                                | Data                                                                  |
| --------------------------------------------------------------------- | --------------------------------------------------------------------- | --------------------------------------------------------------------- | --------------------------------------------------------------------- | --------------------------------------------------------------------- |
| Ouro                                                                  | Daryna Zevina                                                         | Natação                                                               | 100 m costas feminino                                                 | 16 de agosto                                                          |
| Ouro                                                                  | Andrii Govorov                                                        | Natação                                                               | 50 m livre masculino                                                  | 18 de agosto                                                          |
| Ouro                                                                  | Andrii Govorov                                                        | Natação                                                               | 50 m borboleta masculino                                              | 19 de agosto                                                          |
| Ouro                                                                  | Oleksandr Satin                                                       | Ginástica de trampolim                                                | Masculino                                                             | 20 de agosto                                                          |
| Ouro                                                                  | Oleg Stepko                                                           | Ginástica artística                                                   | Cavalo com alças masculino                                            | 21 de agosto                                                          |
| Ouro                                                                  | Oleg Stepko                                                           | Ginástica artística                                                   | Barras parelelas masculino                                            | 22 de agosto                                                          |
| Ouro                                                                  | Igor Lyashchenko                                                      | Atletismo                                                             | Marcha atlética masculina (10 km)                                     | 22 de agosto                                                          |
| Ouro                                                                  | Kateryna Derun                                                        | Atletismo                                                             | Lançamento de dardo feminino                                          | 22 de agosto                                                          |
| Ouro                                                                  | Denys Kushnirov                                                       | Tiro                                                                  | Pistola de ar 10 m masculino                                          | 24 de agosto                                                          |
| Prata                                                                 | Iryna Romoldanova                                                     | Taekwondo                                                             | Até 44 kg feminino                                                    | 15 de agosto                                                          |
| Prata                                                                 | Oleksandr Lytvynov                                                    | Luta                                                                  | Greco-romana até 58 kg masculino                                      | 15 de agosto                                                          |
| Prata                                                                 | Nataliia Kovalova                                                     | Remo                                                                  | Skiff simples feminino                                                | 18 de agosto                                                          |
| Prata                                                                 | Oleg Stepko                                                           | Ginástica artística                                                   | Individual geral masculino                                            | 18 de agosto                                                          |
| Prata                                                                 | Daryna Zevina                                                         | Natação                                                               | 200 m costas feminino                                                 | 19 de agosto                                                          |
| Prata                                                                 | Oleg Stepko                                                           | Ginástica artística                                                   | Solo masculino                                                        | 21 de agosto                                                          |
| Prata                                                                 | Anatolii Melnyk                                                       | Canoagem                                                              | Velocidade C1 masculino                                               | 22 de agosto                                                          |
| Prata                                                                 | Oleksandr Boldar                                                      | Saltos ornamentais                                                    | Trampolim 3 m individual masculino                                    | 22 de agosto                                                          |
| Prata                                                                 | Oleksandr Boldar                                                      | Saltos ornamentais                                                    | Plataforma 10 m individual masculino                                  | 24 de agosto                                                          |
| Bronze                                                                | Karyna Stankova                                                       | Luta                                                                  | Livre até 70 kg feminino                                              | 16 de agosto                                                          |
| Bronze                                                                | Daryna Zevina                                                         | Natação                                                               | 200 m costas feminino                                                 | 17 de agosto                                                          |
| Bronze                                                                | Kostyantyn Reva                                                       | Halterofilismo                                                        | Até 85 kg masculino                                                   | 18 de agosto                                                          |
| Bronze                                                                | Maksym Dominishyn                                                     | Taekwondo                                                             | Até 73 kg masculino                                                   | 18 de agosto                                                          |
| Bronze                                                                | Anastasiya Spas                                                       | Pentatlo moderno                                                      | Individual feminino                                                   | 21 de agosto                                                          |
| Bronze                                                                | Viktor Chernysh                                                       | Atletismo                                                             | Salto em altura masculino                                             | 21 de agosto                                                          |
| Bronze                                                                | Ganna Shelekh                                                         | Atletismo                                                             | Salto com vara feminino                                               | 21 de agosto                                                          |
| Bronze                                                                | Dmytro Atanov                                                         | Judô                                                                  | Até 55 kg masculino                                                   | 21 de agosto                                                          |
| Bronze                                                                | Serhiy Kulish                                                         | Tiro                                                                  | Pistola de ar 10 m masculino                                          | 22 de agosto                                                          |
| Bronze                                                                | Ganna Aleksandrova                                                    | Atletismo                                                             | Salto triplo feminino                                                 | 23 de agosto                                                          |
| Bronze                                                                | Olena Kolesnychenko                                                   | Atletismo                                                             | 400 m com barreiras feminino                                          | 23 de agosto                                                          |
| Bronze                                                                | Oksana Raita                                                          | Atletismo                                                             | 2000 m com obstáculos feminino                                        | 23 de agosto                                                          |
| Bronze                                                                | Viktoriya Potyekhina                                                  | Saltos ornamentais                                                    | Trampolim 3 m individual feminino                                     | 23 de agosto                                                          |
| Bronze                                                                | Kseniya Darchuk                                                       | Judô                                                                  | Até 78 kg feminino                                                    | 23 de agosto                                                          |
| Bronze                                                                | Anatolii Melnyk                                                       | Canoagem                                                              | Slalom C1 masculino                                                   | 23 de agosto                                                          |

## Atletismo

### Feminino
| Evento                          | Atleta              | Qualificação | Qualificação | Final     | Final        |
| Evento                          | Atleta              | Resultado    | Posição      | Resultado | Posição      |
| ------------------------------- | ------------------- | ------------ | ------------ | --------- | ------------ |
| Marcha atlética feminina (5 km) | Alina Galchenko     |              |              | 22:47.89  | 6º           |
| 1000 m feminino                 | Anastasiya Tkachuk  | 2:43.55      | 1º (q1)      | 2:45.96   | 4º (Final A) |
| Salto triplo feminino           | Ganna Aleksandrova  | 12,49        | 3º           | 12,64     | [ 6 ]        |
| Salto com vara feminino         | Ganna Shelekh       | 3,90         | 1º           | 4,20      | [ 8 ]        |
| Lançamento de dardo feminino    | Kateryna Derun      | 48,32        | 6º           | 54,59     | [ 10 ]       |
| 400 m com barreiras feminino    | Olena Kolesnychenko | 59.58        | 4º (2º q1)   | 59.25     | [ 12 ]       |
| 2000 m com obstáculos feminino  | Oksana Raita        | 6:52.36      | 3º           | 6:41.49   | [ 14 ]       |

### Masculino
| Evento                            | Atleta              | Qualificação | Qualificação | Final     | Final        |
| Evento                            | Atleta              | Resultado    | Posição      | Resultado | Posição      |
| --------------------------------- | ------------------- | ------------ | ------------ | --------- | ------------ |
| Arremesso de peso masculino       | Dmytro Ostrovskyy   | 17,71        | 13º          | 17,47     | 7º (Final B) |
| Marcha atlética masculina (10 km) | Igor Lyashchenko    |              |              | 42:43.93  | [ 17 ]       |
| Arremesso de martelo masculino    | Sergiy Regeda       | 66,02        | 11º          | Sem marca | -- (Final B) |
| Salto em distância masculino      | Vadym Adamchuk      | 7,02         | 11º          | 7,12      | 1º (Final B) |
| Salto em altura masculino         | Viktor Chernysh     | 2,10         | 1º           | 2,17      | [ 23 ]       |
| 110 m com barreiras masculino     | Vyacheslav Shvydkyy | 14.36        | 11º (5º q3)  | 13.93     | 3º (Final B) |
| Salto triplo masculino            | Yevgen Strokan      | 15,92        | 2º           | 15,71     | 4º (Final A) |
| Lançamento de dardo masculino     | Yuriy Kushniruk     | 68,77        | 10º          | 70,94     | 2º (Final B) |

## Badminton
| Evento           | Atleta            | Fase de grupos | Fase de grupos                       | Fase de grupos                        | Fase de grupos                      | Fase de grupos | Quartas-de-final | Semifinais  | Final       | Pos. final |
| Evento           | Atleta            | Grupo          | 1ª rodada                            | 2ª rodada                             | 3ª rodada                           | Pos.           | Quartas-de-final | Semifinais  | Final       | Pos. final |
| ---------------- | ----------------- | -------------- | ------------------------------------ | ------------------------------------- | ----------------------------------- | -------------- | ---------------- | ----------- | ----------- | ---------- |
| Simples feminino | Yelyzaveta Zharka | H              | JPN Naoko Fukuman D 0-2 (8-21, 8-21) | VIE Thị Trang Vũ D 0-2 (16-21, 14-21) | KOR Choi Hye-In D 0-2 (6-21, 11-21) | 4º             | Não avançou      | Não avançou | Não avançou | --         |

## Boxe
| Evento                              | Atleta         | Preliminares | Semifinais                   | Disputa pelo 3º lugar   | Pos. final |
| ----------------------------------- | -------------- | ------------ | ---------------------------- | ----------------------- | ---------- |
| Peso meio-médio-ligeiro (até 64 kg) | Oleg Nekliudov | Sem oponente | LTU Ricardas Kuncaitis D 4-5 | ARG Fabian Maidana D WO | 4º         |

| Evento                             | Atleta           | Preliminares               | Disputa pelo 5º lugar         | Pos. final |
| ---------------------------------- | ---------------- | -------------------------- | ----------------------------- | ---------- |
| Peso super-pesado (acima de 91 kg) | Oleksandr Skoryi | FRA Tony Yoka D RSC 2 2:58 | GRE Alexios Zarntiasvili V WO | 5º         |

## Canoagem
| Evento                  | Atleta            | Tomada de tempo | Tomada de tempo | 1ª rodada                                       | 2ª rodada (repescagem) | Oitavas-de-final                            | Quartas-de-final                        | Semifinais                    | Final                                  | Pos. final        |
| Evento                  | Atleta            | Resultado       | Pos.            | Oponente Resultado                              | Oponente Resultado     | Oponente Resultado                          | Oponente Resultado                      | Oponente Resultado            | Oponente Resultado                     | Pos. final        |
| ----------------------- | ----------------- | --------------- | --------------- | ----------------------------------------------- | ---------------------- | ------------------------------------------- | --------------------------------------- | ----------------------------- | -------------------------------------- | ----------------- |
| Velocidade C1 masculino | Anatolii Melnyk   | 1:44.89         | 4º              | ARM Edgar Babayan V 1:46.61 (bat. 3)            |                        | CRO Matija Burisa V 1:45.84 (bat. 3)        | MDA Alexandru Tiganu V 1:50.25 (bat. 3) | MEX Pedro Castañeda V 1:51.11 | CUB Osvaldo Sacerio Cardenas D 1:51.17 | Medalha de prata  |
| Slalom C1 masculino     | Anatolii Melnyk   | 1:47.62         | 4º              | CUB Osvaldo Sacerio Cardenas V 1:48.41 (bat. 4) |                        | ROM Andrei Liferi V 1:45.61 (bat. 4)        | AZE Radoslav Kutsev V 1:48.36 (bat. 3)  | CHN Wang Xiaodong D 1:53.81   | CAN Hayden Daniels V 1:44.36*          | Medalha de bronze |
| Velocidade K1 feminino  | Mariya Kichasova  | 1:46.77         | 9º              | DEN Ida Villumsen V 1:46.75 (bat. 9)            |                        | BEL Hermien Peters D 1:46.00 (bat. 6)       | Não avançou                             | Não avançou                   | Não avançou                            | --                |
| Slalom K1 feminino      | Mariya Kichasova  | 1:53.59         | 11º             | POR Christina Pedroso V 1:48.71 (bat. 10)       |                        | CAN Jazmyne Denhollander D 1:48.55 (bat. 7) | Não avançou                             | Não avançou                   | Não avançou                            | --                |
| Velocidade K1 masculino | Vasyl Zelnychenko | 1:33.31         | 7º              | RSA Luke Stowman V 1:32.91 (bat. 6)             |                        | LTU Elvis Sutkus V 1:35.63 (bat. 8)         | HUN Sandor Totka D 1:34.05(bat. 1)      | Não avançou                   | Não avançou                            | 6º                |
| Slalom K1 masculino     | Vasyl Zelnychenko | 1:36.28         | 8º              | RUS Igor Kalashnikov V 1:38.25 (bat. 7)         |                        | ESP Íñigo García V 1:36.90 (bat. 8)         | CZE Jiří Prskavec D 1:39.04 (bat. 2)    | Não avançou                   | Não avançou                            | 8º                |

* Disputa pelo bronze

## Desportos aquáticos

### Natação
| Evento                   | Atleta         | Qualificação | Qualificação | Semifinais  | Semifinais  | Final       | Final             |
| Evento                   | Atleta         | Resultado    | Posição      | Resultado   | Posição     | Resultado   | Posição           |
| ------------------------ | -------------- | ------------ | ------------ | ----------- | ----------- | ----------- | ----------------- |
| 50 m livre masculino     | Andrii Govorov | 22.62        | 1º (q6)      | 22.27       | 1º (sf2)    | 22.35       | Medalha de ouro   |
| 100 m livre masculino    | Andrii Govorov | 56.15        | 44º (8º q6)  | Não avançou | Não avançou | Não avançou | Não avançou       |
| 50 m borboleta masculino | Andrii Govorov | 23.67        | 1º (q3)      | 23.46       | 1º (sf2)    | 23.64       | Medalha de ouro   |
| 50 m costas masculino    | Andrii Kovbasa |              |              | 26.48       | 3º (2º sf2) | 26.58       | 5º                |
| 100 m costas masculino   | Andrii Kovbasa | 57.96        | 11º (2º q2)  | 57.35       | 7º (4º sf2) | 56.93       | 7º                |
| 200 m costas masculino   | Andrii Kovbasa | 2:07.11      | 12º (3º q1)  |             |             | Não avançou | Não avançou       |
| 50 m costas feminino     | Daryna Zevina  | 29.79        | 4º (1º q2)   | 29.51       | 2º (2º sf1) | 29.34       | Medalha de prata  |
| 100 m costas feminino    | Daryna Zevina  | 1:02.55      | 2º (1º q3)   | 1:02.57     | 2º (1º sf1) | 1:01.51     | Medalha de ouro   |
| 200 m costas feminino    | Daryna Zevina  | 2:15.12      | 4º (1º q3)   |             |             | 2:12.31     | Medalha de bronze |

### Saltos ornamentais
| Evento                               | Atleta               | Elims. | Elims. | Final  | Final             |
| Evento                               | Atleta               | Pontos | Pos.   | Pontos | Pos. final        |
| ------------------------------------ | -------------------- | ------ | ------ | ------ | ----------------- |
| Trampolim 3 m individual masculino   | Oleksandr Bondar     | 556.65 | 2º     | 565.35 | Medalha de prata  |
| Plataforma 10 m individual masculino | Oleksandr Bondar     | 563.55 | 2º     | 605.55 | Medalha de prata  |
| Trampolim 3 m individual feminino    | Viktoriya Potyekhina | 388.55 | 3º     | 433.55 | Medalha de bronze |
| Plataforma 10 m individual feminino  | Viktoriya Potyekhina | 383.20 | 6º     | 385.95 | 6º                |

## Esgrima
| Evento                      | Atleta          | Qualificação | Qualificação | Oitavas-de-final            | Quartas-de-final         | Semifinais               | Final                   | Pos. final |
| Evento                      | Atleta          | Oponente Resultado | Pos.         | Oponente Resultado          | Oponente Resultado       | Oponente Resultado       | Oponente Resultado      | Pos. final |
| --------------------------- | --------------- | --- | ------------ | --------------------------- | ------------------------ | ------------------------ | ----------------------- | ---------- |
| Sabre individual feminino   | Alina Komaschuk | USA Celina Merza V 5-4 CHN Wan Yini V 5-3 COD Makwanya Nyabileke V 5-2 GER Anja Musch D 0-5 IRQ Ema Hilwiyah V 5-0 POL Angelika Wator V 5-3 | 2º           | Sem oponente                | FRA Kenza Boudad V 15-10 | RUS Yana Egoryan D 14-15 | GER Anja Musch D 13-15* | 4º         |
| Espada individual masculino | Roman Svichkar  | KAZ Kirill Zhakupov D 2-5 ITA Marco Fichera V 5-4 POL Tomasz Kruk D 2-5 BRA Guilherme Melaragno D 4-5 EGY Saleh Saleh D 2-5                 | 11º          | KAZ Kirill Zhakupov D 14-15 | Não avançou              | Não avançou              | Não avançou             | 12º        |

| Evento         | Atleta                                               | Oitavas-de-final   | Quartas-de-final          | Classificação 5-8         | Disputa pelo 5º lugar   | Pos. final |
| Evento         | Atleta                                               | Oponente Resultado | Oponente Resultado        | Oponente Resultado        | Oponente Resultado      | Pos. final |
| -------------- | ---------------------------------------------------- | ------------------ | ------------------------- | ------------------------- | ----------------------- | ---------- |
| Equipes mistas | Alina Komaschuk (como integrante da equipe Europa 3) | Sem oponente       | Equipe Américas 1 D 28-30 | Equipe Américas 2 V 30-23 | Equipe Europa 4 D 29-30 | 6º         |

* Disputa pelo bronze

## Ginástica

### Ginástica artística
| Atleta           | Evento                       | Qualificação | Qualificação | Final por aparelhos | Final por aparelhos | Final individual geral | Final individual geral | Final individual geral | Final individual geral | Final individual geral | Final individual geral | Final individual geral | Final individual geral | Final individual geral | Final individual geral |
| Atleta           | Evento                       | Result.      | Pos.         | Result.             | Pos.                | Barras assimétricas    | Trave                  | Solo                   | Salto                  | Cavalo com alças       | Argolas                | Barras paralelas       | Barra fixa             | Total                  | Pos.                   |
| ---------------- | ---------------------------- | ------------ | ------------ | ------------------- | ------------------- | ---------------------- | ---------------------- | ---------------------- | ---------------------- | ---------------------- | ---------------------- | ---------------------- | ---------------------- | ---------------------- | ---------------------- |
| Alina Kravchenko | Salto feminino               | 13.100       | 25º          | Não avançou         | Não avançou         |                        |                        |                        |                        |                        |                        |                        |                        |                        |                        |
| Alina Kravchenko | Barras assimétricas feminino | 12.650       | 13º          | Não avançou         | Não avançou         |                        |                        |                        |                        |                        |                        |                        |                        |                        |                        |
| Alina Kravchenko | Trave feminino               | 13.500       | 10º          | Não avançou         | Não avançou         |                        |                        |                        |                        |                        |                        |                        |                        |                        |                        |
| Alina Kravchenko | Solo feminino                | 12.150       | 23º          | Não avançou         | Não avançou         |                        |                        |                        |                        |                        |                        |                        |                        |                        |                        |
| Alina Kravchenko | Individual geral feminino    | 51.400       | 12º          |                     |                     | 11.700                 | 11.950                 | 11.250                 | 13.250                 |                        |                        |                        |                        | 48.150                 | 17º                    |
| Oleg Stepko      | Solo masculino               | 14.400       | 3º           | 14.500              | Medalha de prata    |                        |                        |                        |                        |                        |                        |                        |                        |                        |                        |
| Oleg Stepko      | Cavalo com alças masculino   | 14.550       | 1º           | 13.950              | Medalha de ouro     |                        |                        |                        |                        |                        |                        |                        |                        |                        |                        |
| Oleg Stepko      | Argolas masculino            | 14.050       | 5º           | 13.975              | 5º                  |                        |                        |                        |                        |                        |                        |                        |                        |                        |                        |
| Oleg Stepko      | Salto masculino              | 15.700       | 6º           | 14.425              | 8º                  |                        |                        |                        |                        |                        |                        |                        |                        |                        |                        |
| Oleg Stepko      | Barras paralelas masculino   | 14.300       | 3º           | 14.400              | Medalha de ouro     |                        |                        |                        |                        |                        |                        |                        |                        |                        |                        |
| Oleg Stepko      | Barra fixa masculino         | 13.800       | 9º           | Não avançou         | Não avançou         |                        |                        |                        |                        |                        |                        |                        |                        |                        |                        |
| Oleg Stepko      | Individual geral masculino   | 86.800       | 3º           |                     |                     |                        |                        | 14.150                 | 15.550                 | 14.000                 | 13.300                 | 14.450                 | 13.900                 | 85.350                 | Medalha de prata       |

### Ginástica rítmica
| Evento           | Atleta                | Qualificação | Qualificação | Qualificação | Qualificação | Qualificação | Qualificação | Final  | Final  | Final  | Final  | Final  | Final      |
| Evento           | Atleta                | Corda        | Arco         | Maças        | Fita         | Total        | Pos.         | Corda  | Arco   | Maças  | Fita   | Total  | Pos. final |
| ---------------- | --------------------- | ------------ | ------------ | ------------ | ------------ | ------------ | ------------ | ------ | ------ | ------ | ------ | ------ | ---------- |
| Individual geral | Viktoriia Shynkarenko | 23.725       | 23.425       | 22.825       | 22.400       | 92.375       | 7º           | 23.175 | 22.325 | 22.050 | 23.450 | 91.000 | 8º         |

### Ginástica de trampolim
| Evento    | Atleta          | Qualificação | Qualificação | Final       | Final           |
| Evento    | Atleta          | Result.      | Pos.         | Result.     | Pos.            |
| --------- | --------------- | ------------ | ------------ | ----------- | --------------- |
| Feminino  | Diana Klyuchnyk | 57.000       | 9º           | Não avançou | Não avançou     |
| Masculino | Oleksandr Satin | 68.300       | 2º           | 41.000      | Medalha de ouro |

## Halterofilismo
| Evento                 | Atleta          | Peso corporal (kg) | Arranque (kg) | Arranque (kg) | Arranque (kg) | Arranque (kg) | Arremesso (kg) | Arremesso (kg) | Arremesso (kg) | Arremesso (kg) | Total (kg) | Pos. final        |
| Evento                 | Atleta          | Peso corporal (kg) | 1             | 2             | 3             | Res.          | 1              | 2              | 3              | Res.           | Total (kg) | Pos. final        |
| ---------------------- | --------------- | ------------------ | ------------- | ------------- | ------------- | ------------- | -------------- | -------------- | -------------- | -------------- | ---------- | ----------------- |
| Até 85 kg masculino    | Kostyantyn Reva | 84,68              | 140           | 140           | 145           | 145           | 170            | 175            | 191            | 175            | 320        | Medalha de bronze |
| Mais de 63 kg feminino | Tetyana Syrota  | 73,88              | 85            | 89            | 92            | 89            | 105            | 110            | 113            | 113            | 202        | 7º                |

## Judô
| Evento              | Atleta        | 1ª rodada    | 2ª rodada                     | 2ª rodada repescagem | Final repescagem A         | Disputa pelo bronze A      | Pos. final |
| ------------------- | ------------- | ------------ | ----------------------------- | -------------------- | -------------------------- | -------------------------- | ---------- |
| Até 55 kg masculino | Dmytro Atanov | Sem oponente | CZE David Pulkrabek D 001-020 | Sem oponente         | ITA Fabio Basile V 001-000 | IND Subash Yadav V 100-000 | [ 30 ]     |

| Evento             | Atleta          | 1ª rodada    | 2ª rodada                          | Semifinais                  | Disputa pelo bronze A           | Pos. final |
| ------------------ | --------------- | ------------ | ---------------------------------- | --------------------------- | ------------------------------- | ---------- |
| Até 78 kg feminino | Kseniya Darchuk | Sem oponente | GUA Melva Tobar Calderón V 010-000 | GER Natalia Kubin D 000-101 | SRB Una Svetlana Tuba V 100-001 | [ 30 ]     |

| Evento         | Atleta                                              | 1ª rodada              | 2ª rodada                  | Semifinais                | Final       | Pos. final        |
| -------------- | --------------------------------------------------- | ---------------------- | -------------------------- | ------------------------- | ----------- | ----------------- |
| Equipes mistas | Dmytro Atanov (como integrante da equipe Nova York) | Sem oponente           | ZZX Equipe Tóquio D 4-4    | Não avançou               | Não avançou | 5º                |
| Equipes mistas | Kseniya Darchuk (como integrante da equipe Tóquio)  | ZZX Equipe Paris V 5-3 | ZZX Equipe Nova York V 4-4 | ZZX Equipe Belgrado D 3-5 | Não avançou | Medalha de bronze |

## Lutas
| Evento                           | Atleta             | Preliminares               | Preliminares              | Preliminares                        | Preliminares | Final                     | Pos. final |
| Evento                           | Atleta             | 1ª rodada                  | 2ª rodada                 | 3ª rodada                           | Pos.         | Oponente Resultado        | Pos. final |
| Evento                           | Atleta             | Oponente Resultado         | Oponente Resultado        | Oponente Resultado                  | Pos.         | Oponente Resultado        | Pos. final |
| -------------------------------- | ------------------ | -------------------------- | ------------------------- | ----------------------------------- | ------------ | ------------------------- | ---------- |
| Greco-romana até 58 kg masculino | Oleksandr Lytvynov | RUS Artur Suleymanov V 3-1 | RSA Leonard Gregory V 3-1 | MEX Pedro Rodriguez Camarillo V 3-1 | 1º           | KGZ Urmatbek Amatov D 0-4 | [ 31 ]     |

| Evento                           | Atleta           | Preliminares             | Preliminares            | Preliminares            | Preliminares | Disputa pelo bronze          | Pos. final |
| Evento                           | Atleta           | 1ª rodada                | 2ª rodada               | 3ª rodada               | Pos.         | Oponente Resultado           | Pos. final |
| Evento                           | Atleta           | Oponente Resultado       | Oponente Resultado      | Oponente Resultado      | Pos.         | Oponente Resultado           | Pos. final |
| -------------------------------- | ---------------- | ------------------------ | ----------------------- | ----------------------- | ------------ | ---------------------------- | ---------- |
| Livre até 70 kg feminino         | Karyna Stankova  | HUN Zsanett Németh V 4-0 | AUT Martina Kuenz V 4-0 | CAN Dorothy Yeats D 1-3 | 2º           | KAZ Rimma Rushnekova V 3-1   | [ 32 ]     |
| Greco-romana até 42 kg masculino | Oleksiy Zhabskyy | AZE Murad Bazarov D 0-3  | Folga                   | ECU Henry Pilay V 4-0   | 2º           | KAZ Akam Baimaganbetov D 1-3 | 4º         |

## Pentatlo moderno
| Evento               | Atleta                              | Esgrima (Espada 1 toque) | Esgrima (Espada 1 toque) | Esgrima (Espada 1 toque) | Natação (200 m livre) | Natação (200 m livre) | Natação (200 m livre) | Corrida e tiro (3000 m, pistola a laser) | Corrida e tiro (3000 m, pistola a laser) | Corrida e tiro (3000 m, pistola a laser) | Pontuação total | Pos. final      |
| Evento               | Atleta                              | Result.                  | Pos.                     | Pontos                   | Tempo                 | Pos.                  | Pontos                | Tempo                                    | Pos.                                     | Pontos                                   | Pontuação total | Pos. final      |
| -------------------- | ----------------------------------- | ------------------------ | ------------------------ | ------------------------ | --------------------- | --------------------- | --------------------- | ---------------------------------------- | ---------------------------------------- | ---------------------------------------- | --------------- | --------------- |
| Individual feminino  | Anastasiya Spas                     | 16                       | 3º                       | 1000                     | 2:20.62               | 4º                    | 1116                  | 12:43.95                                 | 6º                                       | 1948                                     | 4064            | [ 33 ]          |
| Individual masculino | Yuriy Fedechko                      | 12                       | 7º                       | 840                      | 2:08.19               | 8º                    | 1264                  | 11:38.74                                 | 14º                                      | 2208                                     | 4312            | 12º             |
| Equipes mistas       | Anastasiya Spas e RUS Ilya Shugarov | 63                       | 1º                       | 990                      | 2:02.25               | 4º                    | 1336                  | 15:42.32                                 | 9º                                       | 2312                                     | 4638            | Medalha de ouro |
| Equipes mistas       | Yuriy Fedechko e SIN Valerie Lim    | 36                       | 21º                      | 720                      | 2:04.24               | 8º                    | 1312                  | 15:13.54                                 | 2º                                       | 2428                                     | 4460            | 7º              |

## Remo
| Evento                  | Atleta            | Elim.   | Elim.       | Repescagem | Repescagem  | Semifinais | Semifinais   | Final   | Final            |
| Evento                  | Atleta            | Tempo   | Pos.        | Tempo      | Pos.        | Tempo      | Pos.         | Tempo   | Pos.             |
| ----------------------- | ----------------- | ------- | ----------- | ---------- | ----------- | ---------- | ------------ | ------- | ---------------- |
| Skiff simples masculino | Iurii Ivanov      | 3:25.07 | 2º (bat. 4) | 3:33.14    | 1º (rep. 4) | 3:28.11    | 3º (sf A/B1) | 3:27.98 | 6º (Final A)     |
| Skiff simples feminino  | Nataliia Kovalova | 3:48.47 | 3º (bat. 3) | 3:55.98    | 1º (rep. 1) | 3:53.58    | 2º (sf A/B2) | 3:44.63 | Medalha de prata |

## Taekwondo
| Evento              | Atleta            | 1ª rodada              | Quartas-de-final            | Semifinais                   | Final                       | Pos. final        |
| ------------------- | ----------------- | ---------------------- | --------------------------- | ---------------------------- | --------------------------- | ----------------- |
| Até 44 kg feminino  | Iryna Romoldanova | TLS Maria Silva V 18-0 | BRN Sara Sadeq V RSC 1 0:16 | TJK Shukrona Sharifova V 3-0 | RUS Anastasia Valueva D 1-7 | Medalha de prata  |
| Até 73 kg masculino | Maksym Dominishyn | Sem oponente           | GER Tahir Gulec V 12-8      | KOR Kim Jin-Hak D 4-6        | Não avançou                 | Medalha de bronze |

## Tênis
| Evento           | Atleta                                 | 1ª rodada                                     | 2ª rodada                             | Quartas-de-final   | Semifinais         | Final              | Pos. final |
| Evento           | Atleta                                 | Oponente Resultado                            | Oponente Resultado                    | Oponente Resultado | Oponente Resultado | Oponente Resultado | Pos. final |
| ---------------- | -------------------------------------- | --------------------------------------------- | ------------------------------------- | ------------------ | ------------------ | ------------------ | ---------- |
| Simples feminino | Elina Svitolina (cabeça-de-chave nº 1) | GER Anna-Lena Friedsam V 2-1 (6-2, 4-6 e 6-1) | RUS Daria Gavrilova D 0-2 (2-6 e 3-6) | Não avançou        | Não avançou        | Não avançou        | --         |

| Evento           | Atleta          | 1ª rodada                         | Torneio de consolação  | Torneio de consolação | Torneio de consolação | Torneio de consolação | Pos. final |
| Evento           | Atleta          | 1ª rodada                         | 1ª rodada              | Quartas-de-final      | Semifinais            | Final                 | Pos. final |
| Evento           | Atleta          | Oponente Resultado                | Oponente Resultado     | Oponente Resultado    | Oponente Resultado    | Oponente Resultado    | Pos. final |
| ---------------- | --------------- | --------------------------------- | ---------------------- | --------------------- | --------------------- | --------------------- | ---------- |
| Simples feminino | Sofiya Kovalets | HUN Tímea Babos D 0-2 (1-6 e 2-6) | MNE Mia Radulović D WO | Não avançou           | Não avançou           | Não avançou           | --         |

| Evento           | Atleta                                                    | 1ª rodada                                                                  | Quartas-de-final                                           | Semifinais         | Final              | Pos. final |
| Evento           | Atleta                                                    | Oponente Resultado                                                         | Oponente Resultado                                         | Oponente Resultado | Oponente Resultado | Pos. final |
| ---------------- | --------------------------------------------------------- | -------------------------------------------------------------------------- | ---------------------------------------------------------- | ------------------ | ------------------ | ---------- |
| Duplas femininas | Sofiya Kovalets e Elina Svitolina (cabeças-de-chave nº 2) | PAR Victoria Cepede Royg ARG Agustína Sol Eskinazi V 2-1 (6-2, 4-6 e 10-5) | RUS Daria Gavrilova RUS Yulia Putintseva D 0-2 (4-6 e 4-6) | Não avançou        | Não avançou        | --         |

## Tiro
| Evento                        | Atleta          | Qualificação | Qualificação | Qualificação | Qualificação | Qualificação | Qualificação | Qualificação | Qualificação | Final | Final | Final | Final | Final | Final | Final | Final | Final | Final | Final       | Final | Final             |
| Evento                        | Atleta          | 1            | 2            | 3            | 4            | 5            | 6            | Total        | Pos.         | 1     | 2     | 3     | 4     | 5     | 6     | 7     | 8     | 9     | 10    | Total final | Total | Pos. final        |
| ----------------------------- | --------------- | ------------ | ------------ | ------------ | ------------ | ------------ | ------------ | ------------ | ------------ | ----- | ----- | ----- | ----- | ----- | ----- | ----- | ----- | ----- | ----- | ----------- | ----- | ----------------- |
| Pistola de ar 10 m masculino  | Denys Kushnirov | 96           | 98           | 94           | 97           | 96           | 97           | 578          | 1º           | 10.2  | 9.1   | 9.5   | 9.8   | 9.7   | 9.8   | 10.0  | 10.0  | 10.5  | 9.7   | 98.3        | 676.3 | Medalha de ouro   |
| Carabina de ar 10 m masculino | Serhiy Kulish   | 98           | 98           | 98           | 99           | 100          | 98           | 591          | 3º           | 9.4   | 10.5  | 10.2  | 10.3  | 10.4  | 10.7  | 9.7   | 9.8   | 10.5  | 10.3  | 101.8       | 692.8 | Medalha de bronze |

## Tiro com arco
| Evento               | Atleta                                | Qualificatória | Qualificatória | 1ª rodada                                   | Oitavas-de-final   | Quartas-de-final   | Semifinais         | Final              | Pos. final |
| Evento               | Atleta                                | Resultado      | Pos.           | Oponente Resultado                          | Oponente Resultado | Oponente Resultado | Oponente Resultado | Oponente Resultado | Pos. final |
| -------------------- | ------------------------------------- | -------------- | -------------- | ------------------------------------------- | ------------------ | ------------------ | ------------------ | ------------------ | ---------- |
| Individual feminino  | Lidiia Sichenikova                    | 627            | 7º             | GRE Zoi Paraskevopoulou V 6-0               | CHN Song Jia D 3-7 | Não avançou        | Não avançou        | Não avançou        | --         |
| Individual masculino | Vitaliy Komonyuk                      | 610            | 18º            | SUI Axel Müller D 2-6                       | Não avançou        | Não avançou        | Não avançou        | Não avançou        | --         |
| Equipes mistas       | Lidiia Sichenikova e USA Ben Chu      |                |                | SLO Brina Bozic/ AUS Benjamin Nott D 5-6    | Não avançou        | Não avançou        | Não avançou        | Não avançou        | --         |
| Equipes mistas       | Vitaliy Komonyuk e INA Erwina Safitri |                |                | EGY Aya Kamel/ NED Rick van den Oever D 5-6 | Não avançou        | Não avançou        | Não avançou        | Não avançou        | --         |

## Triatlo
| Evento               | Triatleta                                           | Natação | Transição 1 | Ciclismo | Transição 2 | Corrida | Tempo total | Pos. |
| -------------------- | --------------------------------------------------- | ------- | ----------- | -------- | ----------- | ------- | ----------- | ---- |
| Individual masculino | Andriy Sirenko                                      | 9:04    | 0:29        | 29:39    | 0:24        | 18:09   | 57:45.67    | 19º  |
| Revezamento          | Andriy Sirenko (como integrante da equipe Europa 5) |         |             |          |             |         | 1:23:49.96  | 10º  |

## Vela
| Evento             | Atleta           | Regata | Regata | Regata | Regata | Regata | Regata | Regata | Regata | Regata | Regata | Regata | Regata | Total | Posição |
| Evento             | Atleta           | 1      | 2      | 3      | 4      | 5      | 6      | 7      | 8      | 9      | 10     | 11     | M      | Total | Posição |
| ------------------ | ---------------- | ------ | ------ | ------ | ------ | ------ | ------ | ------ | ------ | ------ | ------ | ------ | ------ | ----- | ------- |
| Byte CII masculino | Pavlo Babych     | 21     | 13     | 15     | 8      | 10     | 24     | 2      | 7      | 1      | 8      | 4      | 4      | 72    | 5º      |
| Byte CII feminino  | Sofiia Larycheva | 18     | 15     | 4      | 17     | 7      | 17     | 17     | OCS    | 19     | 7      | 7      | 7      | 116   | 14º     |

Notas:
- M – Regata da Medalha
- OCS – On the Course Side of the starting line
- DSQ – Disqualified (Desclassificado)
- DNF – Did Not Finish (Não completou)
- DNS – Did Not Start (Não largou)
- BFD – Black Flag Disqualification (Desclassificado por bandeira preta)
- RAF – Retired after Finishing (Retirou-se após completar a prova)